# 末廣町 (臺南市)

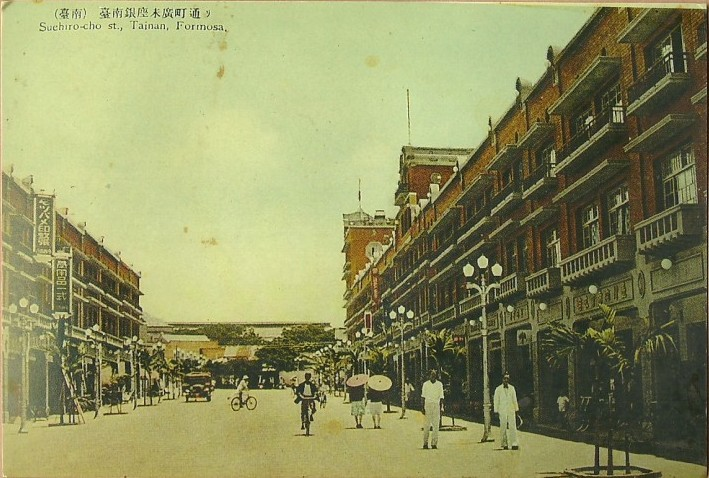
末廣町通

末廣町為臺灣日治時期臺南市之町名，為當時臺南市中心所在。包括清代舊街名牛屎埕、安海中巷、五帝廟、關帝廟、王埕塘、總趕宮、草仔藔。今日為中正商圈一帶，仍有商業機構以此為名。
末廣町是當時臺南最繁華的區域，因而有「臺南銀座」之稱。「末廣町通」也稱為「銀座通」，即現在的中正路。

## 名稱
1916年（大正5年）規劃町名改正時，原擬名「五帝町」。臺南廳審查後，改為「末廣町」並呈報總督府，同年11月3日公告。1919年（大正8年）4月1日正式實施。

## 町內設施

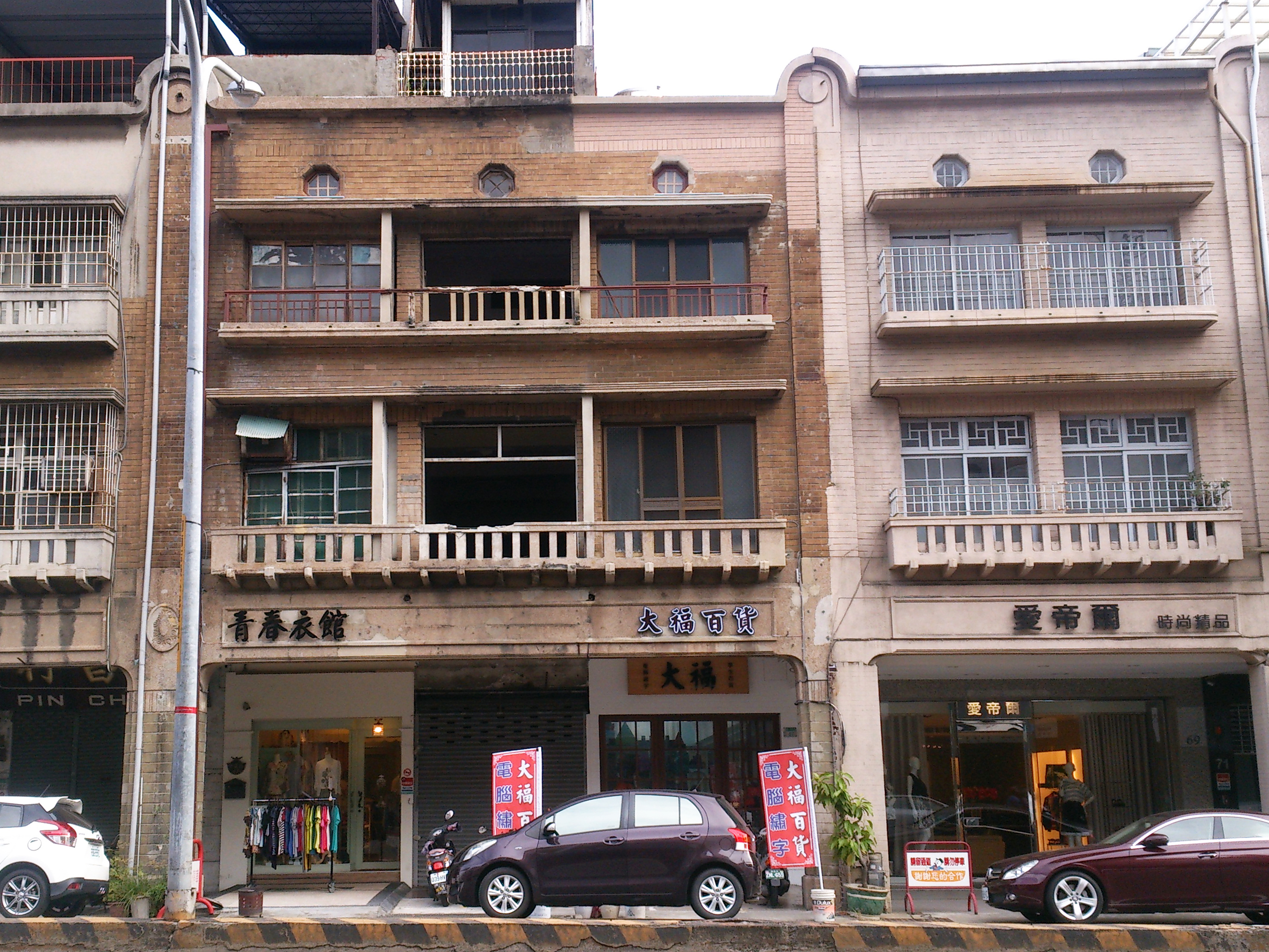
末廣町街屋今貌

### 一丁目
- 報恩堂（2番地）[5]
- 擇賢堂（45番地）[5]
- 福安宮（78番地）[5]
- 日本勸業銀行臺南支店（119番地）

### 二丁目
- 林百貨
- 愛國堂藥局
- 正直屋
- 小出商行
- 西村商會臺南支店
- 福井治雄支店
- 崇文堂書店
- 臺南市末廣公學校（今臺南市中西區進學國民小學）

## 相關
- 町名改正